# Prosimulium formosum
Prosimulium formosum är en tvåvingeart som beskrevs av Shewell 1959. Prosimulium formosum ingår i släktet Prosimulium och familjen knott. Inga underarter finns listade i Catalogue of Life.